# Polacy w ZSRR
Historię Polaków lub osób pochodzenia polskiego, zamieszkałych na terenie Związku Radzieckiego można podzielić na następujące okresy:
- 1917–1921 – okres rewolucji, wojny domowej i wojny polsko-bolszewickiej;
- 1921–1938 – okres porewolucyjny, początek stalinizmu, likwidacja Komunistycznej Partii Polski, Marchlewszczyzny, Dzierżyńszczyzny, operacja polska NKWD, podczas której rozstrzelano ponad 111 091 Polaków lub osób oskarżonych o związki z Polakami, a następnych 100 000 Polaków deportowano do łagrów[1]. Podczas wielkiego głodu na Ukrainie zmarło około 21 000 Polaków.
- 1939–1947 – represje ZSRR wobec Polaków i obywateli polskich 1939–1946, jeńcy polscy w niewoli radzieckiej (od 1939 roku), zbrodnia katyńska;
- 1947–1991 – liczebność mniejszości polskiej w ZSRR określa się na powyżej 1 000 000.

W 1917 r. na terenie Rosji znajdowało się ok. 2,1 mln Polaków: 1150 tys. ludności osiadłej na ziemiach przedrozbiorowej Polski, reszta (w tym: Polacy odbywający służbę wojskową w armii rosyjskiej, uchodźcy wojenni, ewakuowani robotnicy i urzędnicy z byłej Kongresówki) rozproszona na pozostałym obszarze Rosji. Około 100 tys. Polaków brało udział w rewolucji październikowej (m.in. Rewolucyjny Czerwony Pułk Warszawski, Warszawski Pułk Czerwonych Huzarów, Mazowiecki Pułk Czerwonych Ułanów); czołową rolę odegrali m.in. Feliks Dzierżyński, Julian Marchlewski, Stefan Żbikowski. Po zawarciu ryskiego traktatu pokojowego ponad 0,5 mln Polaków powróciło do kraju. Według spisu 1926 liczba Polaków w ZSRR wynosiła 782 334 (w tym na Ukrainie – 500 tys., Białorusi – 100 tys.).
W okresie II wojny światowej na terenach Polski zajętych przez ZSRR wskutek paktu Ribbentrop-Mołotow znalazło się dodatkowo ponad 5 mln polskich obywateli. W 1940 roku w wyniku zajęcia Litwy Kowieńskiej przez Armię Czerwoną, na terenie ZSRR znalazło się kolejne ok. 0,5 mln Polaków. Po układzie Sikorski-Stalin utworzona została Armia Polska w ZSRR. W marcu 1943 powstał Związek Patriotów Polskich, z jego inicjatywy, przy pomocy rządu ZSRR powstała Pierwsza Warszawska Dywizja Piechoty im. T. Kościuszki (następnie Pierwszy Korpus Polskich Sił Zbrojnych w ZSRR, przekształcony w Pierwszą Armię WP). Od lipca 1944 do marca 1947 r. w ramach repatriacji przybyło do kraju 1 506 083 Polaków z ZSRR. Według spisu ludności 1970 było w ZSRR milion 167 tys. Polaków, skupionych głównie na terenach socjalistycznych republik radzieckich: Białoruskiej, Litewskiej, Ukraińskiej. Do początku lat 90. XX wieku liczba ta spadła nieco poniżej jednego miliona.
Obecnie Polacy w Rosji to około 100 000–175 000 (z powodu rozpadu ZSRR i „odziedziczenia” polskich mniejszości przez kraje takie jak Litwa, Białoruś, Ukraina czy Kazachstan).